# Lucilia setosa
Lucilia setosa este o specie de muște din genul Lucilia, familia Calliphoridae, descrisă de James în anul 1966. Conform Catalogue of Life specia Lucilia setosa nu are subspecii cunoscute.